# Cittadinanza tedesca
La cittadinanza tedesca è la condizione di appartenenza della persona fisica allo stato tedesco, la Repubblica Federale di Germania.

## I principi

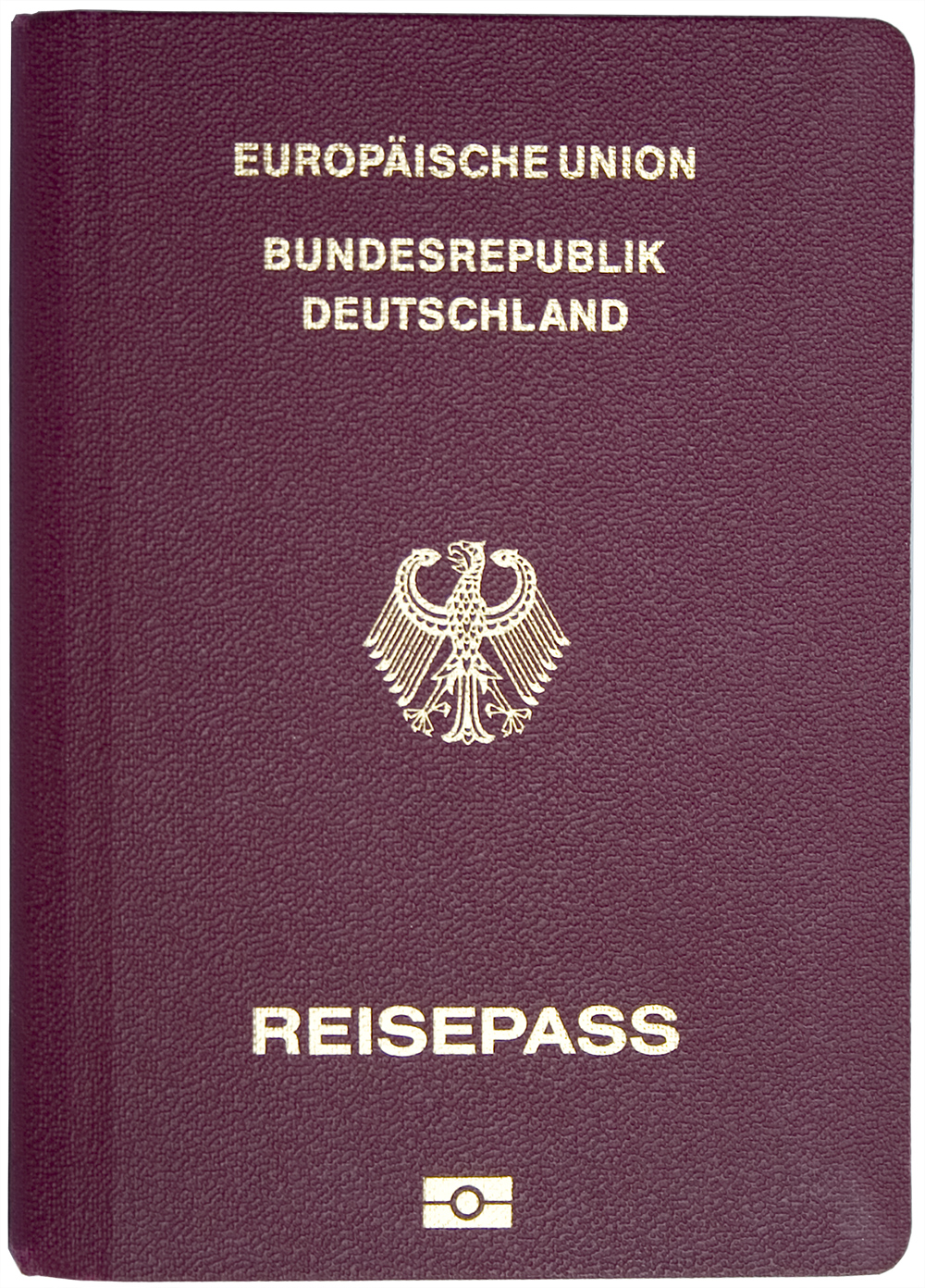
Il passaporto tedesco non è una prova legale del possesso della cittadinanza.

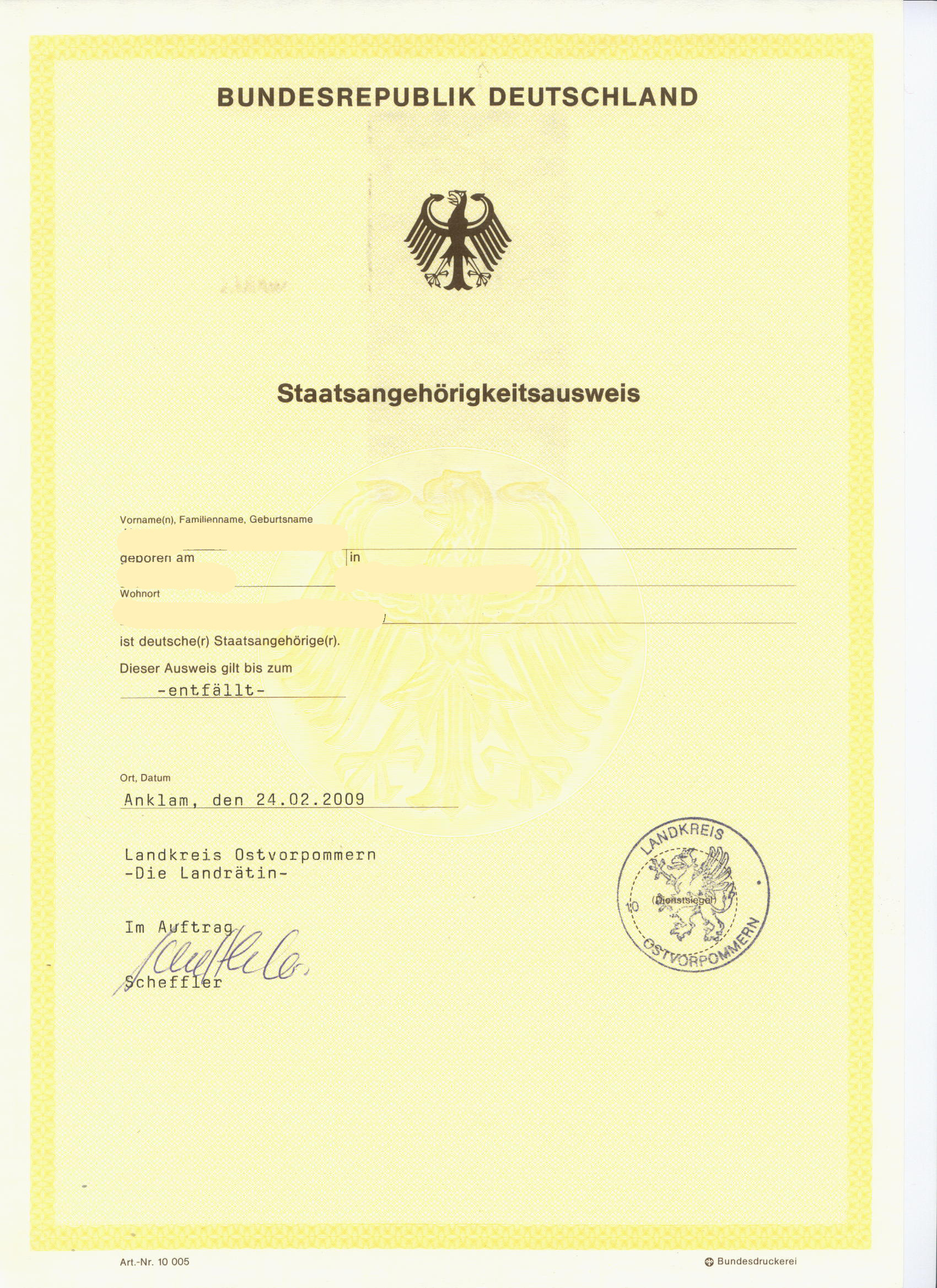
Il certificato di cittadinanza della Repubblica Federale di Germania attesta il possesso della cittadinanza tedesca con valore probatorio.

Il possesso della cittadinanza tedesca è accertato e documentato dal certificato di cittadinanza che deve essere richiesto dall'interessato. La carta d'identità tedesca o il passaporto certificano solo in parte che il possessore del documento è un cittadino tedesco.
Le modalità di acquisizione sono:
- Per nascita;
- Per adozione di un minore;
- Per naturalizzazione.

Per legge, tutti i cittadini tedeschi sono anche cittadini dell'Unione europea.

## Acquisizione della cittadinanza tedesca tramite automatismo legislativo
La cittadinanza si acquisisce ex lege (per legge) se vengono soddisfatti determinati requisiti.

### Per nascita
- Un bambino acquisisce la cittadinanza tedesca se almeno un genitore è cittadino tedesco;
- Un trovatello in Germania è considerato figlio di cittadini tedeschi fino a prova contraria;
- Un bambino acquisisce la cittadinanza tedesca anche se nato all'estero se almeno un genitore è cittadino tedesco. Vi sono comunque delle eccezioni.

### Per adozione
Un minorenne acquisisce automaticamente la cittadinanza tedesca se almeno uno degli adottanti è cittadino tedesco. Nel caso di un maggiorenne potrà richiedere la cittadinanza per naturalizzazione.

### Per nascita in territorio tedesco da genitori stranieri (Optionsmodell)
Dal 1º gennaio 2000 anche i figli di stranieri che nascono in Germania acquisiscono automaticamente la cittadinanza, purché almeno un genitore risieda abitualmente e legalmente nel Paese da almeno otto anni e goda del diritto di soggiorno a tempo indeterminato.

## Tramite naturalizzazione
L'acquisizione della cittadinanza tedesca tramite naturalizzazione avviene su richiesta del cittadino straniero residente stabilmente e regolarmente in Germania.  
- Müss-Einbürgerung: la naturalizzazione è concessa dopo otto anni di residenza stabile e legale sul territorio federale tedesco, dimostrando la conoscenza della lingua tedesca e dell'ordinamento sociale e giuridico tedesco nonché delle condizioni di vita in Germania. Inoltre è necessario essere disponibili a rinunciare alla propria cittadinanza di origine, tuttavia i cittadini di stati membri dell'Unione Europea non sono tenuti a rinunciare alla loro precedente cittadinanza[1]. È prevista la possibilità, per gli stranieri che abbiano frequentato e superato con successo un corso di integrazione, di ridurre a sette anni il periodo minimo di soggiorno richiesto per ottenere la naturalizzazione;
- Soll-Einbürgerung: la naturalizzazione è concessa in caso di matrimonio o di convivenza registrata qualora si sia disposti a rinunciare alla cittadinanza di origine e si dimostri l’integrazione nella cultura tedesca;
- Kann-Einbürgerung: la naturalizzazione è concessa dalle autorità competenti in materia a propria discrezione.

Dal 2008, la conoscenza della lingua, della storia, della cultura e del sistema politico tedesco è valutata nel test di naturalizzazione.

## Perdita della cittadinanza
Perdita con volontà dell’interessato:
- Rinuncia alla cittadinanza se si intende acquisirne un'altra
- Rinuncia alla cittadinanza se già in possesso di altre;
- Rinuncia alla cittadinanza se adottati da uno straniero.

Perdita senza volontà dell'interessato:
- Revoca della cittadinanza in caso di acquisizione, avvenuta su richiesta del cittadino, di un'altra nazionalità senza aver richiesto e ricevuto prima l'autorizzazione al mantenimento della cittadinanza tedesca;
- Revoca della cittadinanza in caso di arruolamento volontario nelle forze armate di uno stato, che non è membro dell'Unione Europea, dell'AELS, o della NATO;
- Revoca della cittadinanza, se l'atto amministrativo è stato ottenuto attraverso la minaccia o la corruzione o mediante il rilascio intenzionale di informazioni false o incomplete che sono state essenziali per l'acquisizione.
- Revoca della cittadinanza, se l'interessato non ha ancora compiuto cinque anni e la cittadinanza del genitore, dal quale questa deriva, è stata revocata.